# 青海省博物馆
青海省博物馆，位于青海省西宁市城西区西关大街58号，是隶属青海省文化厅的综合性博物馆。

## 历史
1957年，第一次成立青海省博物馆筹备处，1962年撤销。1978年8月29日，再次成立青海省博物馆筹备处。1986年9月26日，青海省博物馆正式建馆并且对外开放。馆址设在西宁市城东区为民巷41号原青海军阀马步芳私宅“馨庐”。1996年9月，青海省博物馆被中共青海省委、青海省人民政府命名为“省级爱国主义教育基地”。同年10月，被青海省教育委员会命名为“学校德育教育基地”。1997年，被国家文物局评选为文博系统“全国爱国主义教育基地”。2001年5月1日，青海省博物馆新馆对外开放。新馆在西宁市城西区西关大街58号，新宁广场的东侧，新馆占地面积17000平方米，建筑面积20800平方米。新馆内设展厅9个，展陈面积9146平方米。
青海省博物馆自筹备时便开始收集整理青海地方历史、民族文物。截至2013年，馆藏文物47000余件，其中国家一级文物150多件。新馆推出四个常设展览：《青海史前文明展》、《青海民族文物展》、《青海藏传佛教艺术展》、《可爱的青海》。2017年时，常设展览为《江河源文明—青海历史文物展》、《青海省非物质文化遗产展》。

## 荣誉
2017年，青海省博物馆被中国博物馆协会评为第三批国家一级博物馆。